# قدري جميل
قدري جميل (من مواليد 1952 في مدينة دمشق، سوريا) وهو شيوعي سوري، أمين حزب الإرادة الشعبية في سورية، الذي تطوّر عن اللجنة الوطنية لوحدة الشيوعيين السوريين، ماركسي لينيني، عضو قيادة منصة موسكو للمعارضة السورية، وأحد قادة ومؤسسي «جبهة التغيير والتحرير» المعارضة في سورية. شغل منصب وزير التجارة الداخلية في الحكومة السورية بموجب المفاوضات التي دارت مع الحكومة السورية عن البيان الختامي للحكومة.
أقيل من منصبه كوزير للتجارة الداخلية بموجب مرسوم رئاسي بتاريخ 29 أكتوبر 2013. كان التبرير الرسمي للإقالة هو «غيابه عن مقر عمله دون إذن مسبق وعدم متابعته لواجباته المكلف بها كنائب اقتصادي في ظل الظروف التي تعاني منها البلاد، بالإضافة لقيامه بنشاطات خارج الوطن دون التنسيق مع الحكومة وتجاوزه العمل المؤسساتي والهيكلية العامة للدولة». وكان ذلك بعد خروج جميل من سوريا وذهابه إلى روسيا لخوض مفاوضات من شأنها تسريع الحل السياسي في سوريا.